# Hypergalaxie
Une hypergalaxie (en anglais : hypergalaxy) est un système composé d'une galaxie spirale, qui est l'objet primaire du système et qui est associée à des galaxies naines satellites et de la matière intergalactique.
L'Hypergalaxie (avec un H majuscule) est l'hypergalaxie dont l'objet primaire est notre galaxie, la Voie lactée. Elle est aussi connue comme le sous-groupe local, ou le (sous-)groupe de la Voie lactée.